# Hervé Pernot
Hervé Pernot (né en 1948 à Paris) est un réalisateur français de films documentaires et de documentaires fiction.

## Biographie
Dès ses premiers films, España Puta (1967), Sortir (1968), Rentrer (1969), il se place résolument dans la mouvance du cinéma "engagé". Cet engagement s'accompagne d'une volonté de renouveler le langage des films dits militants. Il est un des précurseurs du documentaire fiction : Imposture (1971), Moritura (1976). Il s'agit d'inclure dans un documentaire des passages allégoriques, des saynètes ou des séquences de reconstitutions qui se présentent comme telles et qui permettent de relativiser le rapport entre le cinéma documentaire et le réel. Cette recherche l'a amené à s'intéresser plus particulièrement aux films documentaires se rapportant à l'histoire. Il a conçu plusieurs séries coproduites par le CNDP et France 5 : Parcours d'histoire, Imageries d'histoire, Grandes Places d'histoire qui font revivre un passé antérieur à l'invention du cinéma.
Ses sujets de prédilection se rapportent à l'Espagne et à la tauromachie, à l'Asie du Sud-Est, au XVIIIe siècle, à la Révolution française. Il aime s'attacher à des destins individuels confrontés à la grande histoire.

## Filmographie
(avril 2023).
- 1967-1973 : (Ces films furent diffusés par la coopérative de production cinématographique Slon-Iskra animée par Chris Marker) :
  - España Puta (15 min) - L'Espagne vendue comme bien de consommation à la bourgeoisie internationale, par le franquisme.
  - Sortir (52 min) - L'année 1968, vie quotidienne et illusions.
  - Rentrer (52 min) - Un parcours fantastique dans les égouts du gaullisme.
  - Imposture (52 min) - Un pamplet sur le pompidolisme.

- 1975 : Le Buisson laotien (26 min) - Le Laos, en 1975, après 30 ans de guerre, distribué en salle de cinéma, vendu à la COFECIC. Label et prix du CNC.

- 1980 :
  - Les Aventures de Yong Ko (52 min) - Reconstitution de la vie d’un jeune montagnard laotien, des hauts plateaux d’Indochine à La Nouvelle-Orléans, vendu à TF1, à la RTBF, à IKON (Hollande), à la COFECIC, au Centre Pompidou, distribué en salle de cinéma. Label du CNC.
  - Le Grand Voyage de Mâ (26 min) - Reconstitution de la vie d’un jeune montagnard laotien des hauts plateaux d’Indochine à la région parisienne, vendu à France 2, au CNDP (Ministère de l’Éducation nationale). Label du CNC.

- 1981 : Le Merveilleux Voyage de François au Pays de Jean-Jacques (59 min) - Un garçon de 12 ans se perd dans une forêt et se retrouve au XVIIIe siècle. Il y cherche Jean-Jacques Rousseau, coproduction INA/Fonds de création audiovisuelle, vendu à France 3, au CNDP (ministère de l’Éducation nationale).

- 1983 :
  - Retour au Laos (55 min) - Le Laos communiste, huit ans après le changement de régime, vendu à TF1, à la RTBF, à la TVE, à la télévision australienne, au CNDP (ministère de l’Éducation nationale). Label et prix du CNC.
  - Gibbons (26 min) - Film animalier, vendu à France 2, à la Direction du Livre (ministère de la Culture). Label du CNC.

- 1984 :
  - Moritura : agonie de la corrida (40 min) - L’évolution de l’Espagne à travers la dégénérescence de la corrida, vendu à TF1, à la RTBF, à la Télévision Suisse romande, à la Direction du livre (ministère de la Culture), distribué en salle de cinéma. Label et prix du CNC.
  - El Chichones (13 min) - Murcia, Semaine Sainte, portrait d’un drôle de pénitent, vendu à France 2

- 1985 :	Laos, messages personnels pour familles dispersées	        (35 min)

		Relation entre des réfugiés laotiens et leur famille restée au pays, vendu à France 2.
- 1986 :Simon Casas, la passion de l'arène	  (20 min)

		Portrait du directeur des arènes de Nîmes, vendu à Planète. Label CNC.
- 1987 :	Nimeno	   (13 min)

		Portrait du torero français décédé en 1991, vendu à TF1, à la Direction du Livre (ministère de la Culture), label du CNC.
- 1989 : Robespierre 1789-1989		            (90 min) Reconstitution de la vie du célèbre révolutionnaire, confrontée au jugement des hommes et femmes du Bicentenaire. Coproduction ARTE/RTBF/CNC vendu à France 3, Histoire, COFECIC, aux télévisions de Turquie, de Roumanie, de Tchécoslovaquie.

- 1991 : Toreros 90 ... Jesulin, Chamaco		(52 min)

		La place des toreros dans l’Espagne des années 1990, par rapport aux époques antérieures, vendu à Canal+, Canal Plus Belgique, Planète, TV10, TMC, CRDP (ministère de l’Èducation nationale), COFECIC.
- 1993 : 
  - Lycée Professionnel Farman	(52 min)

		L’enseignement professionnel en France, vendu à France 2, Planète, Direction du Livre (ministère de la Culture), CNDP (ministère de l’Éducation nationale).
- Chanson des rues		   (13 min)

		Les chanteurs de rues et la misère du pauvre monde. Diffusé sur France 3.
- 1994 : 	Bois et Hautbois	  (13 min)

		Portrait d’un facteur d’instruments baroques. Diffusé sur France 3.
- 1996 :
- Jesulin de Ubrique		(55 min)

		Portrait d’un torero superstar. Coproduction Planète/CNC (compte de soutien), vendu à la Direction du Livre (ministère de la Culture), à Image et Culture.
- Mai 68		  (12 min)

Coproduction CNDP, vendu à La 5e.
- 1997 : Les Soldats de Napoléon		 (54 min)

		Voyage dans l’imaginaire de ceux qui, à la fin du XXe siècle, reconstituent l’armée de Napoléon Ier. Coproduction Planète/CNC (compte de soutien). Edition DVD
- 1999 :    La Légende napoléonienne  (52 min x 2)

		L’épopée impériale : imagerie et histoire. Coproduction Planète/CNC (compte de soutien), vendu à la Direction du Livre (ministère de la Culture), au CNDP (ministère de l’Éducation nationale). Edition DVD
- 2000 : 	Filmo Ergo Sum (Je filme donc je suis)		 (80 min)

		Une auto biofilmie. Une histoire subjective de 1948 à l’an 2000. Film produit par Cita Films.
- 2004 :
- La Fin de l’Empire Romain d’Occident (52 min)[2] La « chute de Rome » : mythe, légendes et recherche des réalités historiques. Diffusion : chaîne Histoire, lesite.tv France 5.

- Albert Clavier ou la vie en rouge					             (52 min)

Portrait d’un communiste, ancien résistant devenu déserteur de l’armée coloniale française, puis cadre dans le Vietnam de Hô Chi Minh. Film produit par Cita Films.
- 2005 :	            Le Train de la Réunification		   (26 min)

Le Vietnam de 2005 vu à travers les portraits croisés de voyageurs qui empruntent le train reliant Hanoi à Saigon. Diffusion France 5, coproduction CNDP (ministère de l'Éducation nationale).
- 2006 :        El Cordobes, une histoire d’Espagne (52 min)

La vie de l’ancien torero, idole des années 1960 : 70 ans de l’histoire de l’Espagne. Diffusion France 5  coproduction Son et Lumière.
- 2009 :  La Montansier, 1730/1820, les théâtres d’une vie	 (52 min)[3]

Les aventures de Marguerite Brunet dite la Montansier : pauvre orpheline à 4 ans, femme galante à 16 ans, comédienne à 34 ans, directrice de théâtres et femme d’affaires jusqu’à sa mort. Un destin féminin prodigieux reconstitué par une enquête et des extraits d’une pièce de théâtre consacrée à sa vie. Film produit par Cita Films. Diffusion théâtre Montansier.
- 2011 : Rousseau, les chemins de Jean-Jacques	(55 min)

L'enfance et la jeunesse de Jean-Jacques Rousseau d'après la première partie des Confessions. Diffusion : Télévision Suisse romande, TV8 Mont Blanc, édition DVD.
- 2012 : Retour vers Audierne (52 min)

L'histoire d'Audierne de 1948 à 2012 : le déclin d'un grand port de pêche et d'un petit centre industriel, l'essor du tourisme. Film vendu à la chaine Histoire et aux chaines bretonnes Tébéo, Ty télé, TVR, édition DVD.
2014 : Audierne, Bretagne, Guerre et Paix       (52 min)
Au début du XXIe siècle, les Allemands sont, parmi les étrangers, les touristes les plus nombreux  à visiter la Cornouaille et à s'y installer ; ils sont entourés de fantômes : les souvenirs laissés par les soldats du IIIe Reich. Film édité en DVD.
- 2015 : Horace-Bénédict de Saussure et la conquête du Mont-Blanc       (52 min)

Saussure, citoyen de Genève, fut l'artisan de la conquête du Mont-Blanc, à la fin du XVIIIe siècle. En sa compagnie, on découvre ce qu'était la vallée de Chamonix à l'époque du petit âge glaciaire et des pionniers de l'alpinisme. Film édité en DVD et diffusé sur TV8 Mont Blanc
- 2017 : Nous avions 20 ans en 1968 (53 min)

50 ans après, des "soixantehuitards" repensent à leurs engagements de l'époque et à ce qu'ils sont devenus. Film vendu à ViàGrandParis. Edition DVD par l'Harmattan Vidéo.
- 2018 Vision d'Espagne	(53 min)

Regards croisés (Jean-Claude Carrière, Hervé Pernot, Marie-Claude Dana, Francesc Queixalos) sur la culture et l'histoire contemporaines espagnoles, du franquisme à Podemos.
- 2019 Robespierre et ses postérités (90 min)

Documentaire fiction : la vie  affective, sociale et politique de Robespierre commentée par les hommes politiques de 1989 et de 2019, édité, en DVD, par l'Harmattan vidéo